# Sakura Gakuin 2010-nendo ~message~
Albums de Sakura Gakuin
Sakura Gakuin 2011-nendo ~FRIENDS~
(21 mars 2012)
Singles
1. Yume ni Mukatte / Hello! IVY
Sortie : 8 décembre 2010
2. Dear Mr. Socrates (Twinklestars)
Sortie : 28 novembre 2010
3. Doki Doki Morning (BABYMETAL)
Sortie : 2 novembre 2011

Sakura Gakuin 2010-nendo ~message~ (さくら学院 2010年度 ～message～) est le premier album du groupe féminin japonais Sakura Gakuin sorti sous le label Universal Music Japan.

## Présentation et informations
L'album a été initialement prévu pour être publié le 23 mars 2011, mais a été reporté au 27 avril en raison du séisme et du tsunami le 11 mars à la même année, à Tohoku. Il sort aussi en quatre éditions: les trois éditions limitées écrites Sa, Ku et RA, et l'édition régulière avec CD seulement. Les éditions limitées contiennent le CD et un DVD en supplément et l'édition régulière contient une chanson bonus (piste n° 5).
C'est aussi le premier album avec tous les membres originaux ainsi qu'avec les deux membres ajoutés en août 2010, Yui Mizuno et Moa Kikuchi, qui sont à cette époque-là les plus jeunes membres du groupe et intégreront bien après les deux premiers sous-groupes de Sakura Gakuin, qui sont Twinklestars et BABYMETAL.
Certaines chansons sont interprétées par les sous-groupes de Sakura Gakuin. L'album comprend le 1er single Yume ni Mukatte / Hello! IVY sorti le 8 décembre 2010 sous Toy's Factory ainsi que les singles de ses sous-groupes: Dear Mr. Socrates (de Twinklestars) et Do・Ki・Do・Ki☆MORNING (de BABYMETAL). Le single de BABYMETAL ne sort en single que le 28 novembre 2011 bien après la sortie elle-même de l'album, sous format numérique. Il est tout d'abord sorti en DVD et la chanson a été incluse dans l'album du groupe.
L'album atteint la 54e place sur l'Oricon Weelky Charts, et y est resté pendant une semaine.

## Formation
- 1re génération : Ayami Mutō ; Ayaka Miyoshi ; Airi Matsui ; Suzuka Nakamoto ; Marina Horiuchi ; Raura Iida ; Nene Sugisaki ; Hinata Satō
- 2e génération :  Yui Mizuno ; Moa Kikuchi

## Liste des titres
| 1.  | FLY AWAY                                           |                                      |      |
| 2.  | Hello! IVY                                         | 1er single, co-face A                |      |
| 3.  | Chime (チャイム)                                   |                                      |      |
| 4.  | Happy Birthday (ハッピーバースデー)                | Cooking Club Mini-Patissier          | 4:14 |
| 5.  | Princess☆a la mode (プリンセス☆アラモード)         | Cooking Club Mini-Patissier          |      |
| 6.  | Brand New Day                                      | Newspaper Club SCOOPERS              |      |
| 7.  | Dear Mr. Socrates                                  | Baton Club Twinklestars (1er single) |      |
| 8.  | Medaka no Kyōdai (めだかの兄妹)                    | Go Home Club sleepiece               | 3:32 |
| 9.  | Do・Ki・Do・Ki☆MORNING (ド・キ・ド・キ☆モーニング) | Heavy Music Club BABYMETAL           | 3:45 |
| 10. | Yume ni Mukatte (夢に向かって)                     | 1er single co-face A                 |      |
| 11. | message                                            |                                      |      |

| 1. | Yume ni Mukatte PV (夢に向かって)          |  |
| 2. | Special Tokuten Eizou (スペシャル特典映像) |  |

| 1. | Hello! IVY PV                              |  |
| 2. | Special Tokuten Eizou (スペシャル特典映像) |  |

| 1. | message PV                                 |  |
| 2. | Special Tokuten Eizou (スペシャル特典映像) |  |